# كوراي أيطن
كوراي أيطن (بالتركية: Koray Aydın) هو سياسي تركي، ولد في 5 ديسمبر 1955 في طرابزون في تركيا. حزبياً، نشط في حزب الخير. وقد انتخب عضو في البرلمان التركي.